# Экс-сюр-Вьен
Экс-сюр-Вьен (фр. Aixe-sur-Vienne) — коммуна во Франции, находится в регионе Новая Аквитания. Департамент — Верхняя Вьенна. Административный центр кантона Экс-сюр-Вьен. Округ коммуны — Лимож.
Код INSEE коммуны — 87001.

## География
Коммуна расположена приблизительно в 360 км к югу от Парижа, в 11 км юго-западнее Лиможа, в месте слияния рек Вьенна и Эксет.

## Население
Население коммуны на 2008 год составляло 5472 человека.
| 1962 | 1968 | 1975 | 1982 | 1990 | 1999 | 2010 |
| ---- | ---- | ---- | ---- | ---- | ---- | ---- |
| 3745 | 4065 | 4819 | 5520 | 5566 | 5466 | 5472 |

## Администрация
| Период | Период | Фамилия      | Партия                             | Примечания                                   |
| ------ | ------ | ------------ | ---------------------------------- | -------------------------------------------- |
|        | 1965   | Пьер Жилле   | Социалистическая партия            |                                              |
| 1965   | 1977   | Клод Мадумье | Объединение в поддержку республики | врач, член генерального совета               |
| 1977   | 2014   | Даниель Нуай | Социалистическая партия            | учитель, вице-президент регионального совета |

## Экономика
В 2007 году среди 3455 человек в трудоспособном возрасте (15-64 лет) 2421 были экономически активными, 1034 — неактивными (показатель активности — 70,1 %, в 1999 году было 68,1 %). Из 2421 активных работали 2221 человек (1109 мужчин и 1112 женщин), безработных было 200 (106 мужчин и 94 женщины). Среди 1034 неактивных 266 человек были учениками или студентами, 489 — пенсионерами, 279 были неактивными по другим причинам.

## Достопримечательности
- Замок Ломонри[фр.] (XVI век), расположен на правом берегу реки Вьенна. Исторический памятник с 2009 года[3]
- Часовня Сен-Жан (XIII век), расположена в центре кладбища. Исторический памятник с 1926 года[4]
- Руины замка виконтов Лимож (XIII век). Исторический памятник с 2000 года[5]
- Часовня Нотр-Дам (XIX век)
- Церковь Сент-Круа (XIII век). По преданию, церковь была построена для размещения фрагмента Истинного Креста, который принёс паломник из Святой земли. Церковь была полностью перестроена в XIX веке, однако сохранились красивые ворота в готическом стиле и коллекция реликвий
- Мост Малассер (XIV век) через реку Эксет

## Города-побратимы
- Гросхаберсдорф (Германия)
- Свенцехув (Польша)
- Малинска (Хорватия)

## Фотогалерея

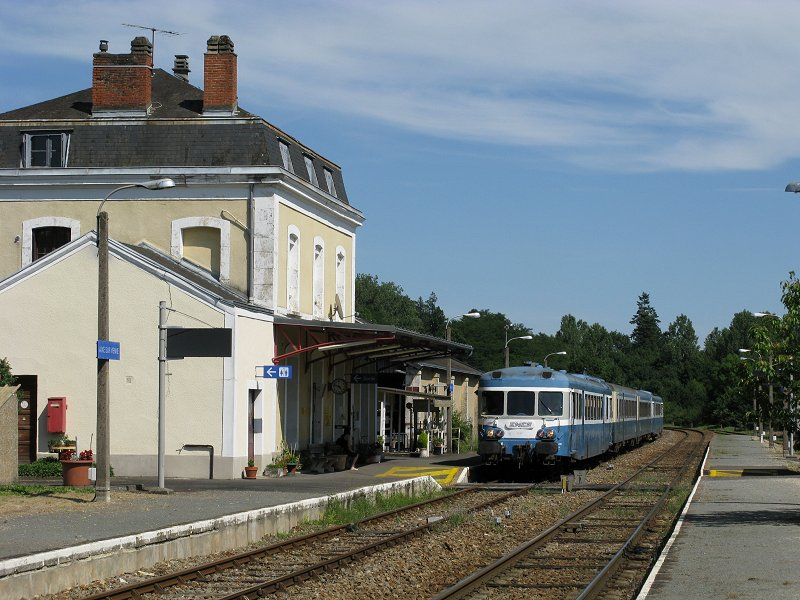
Вокзал
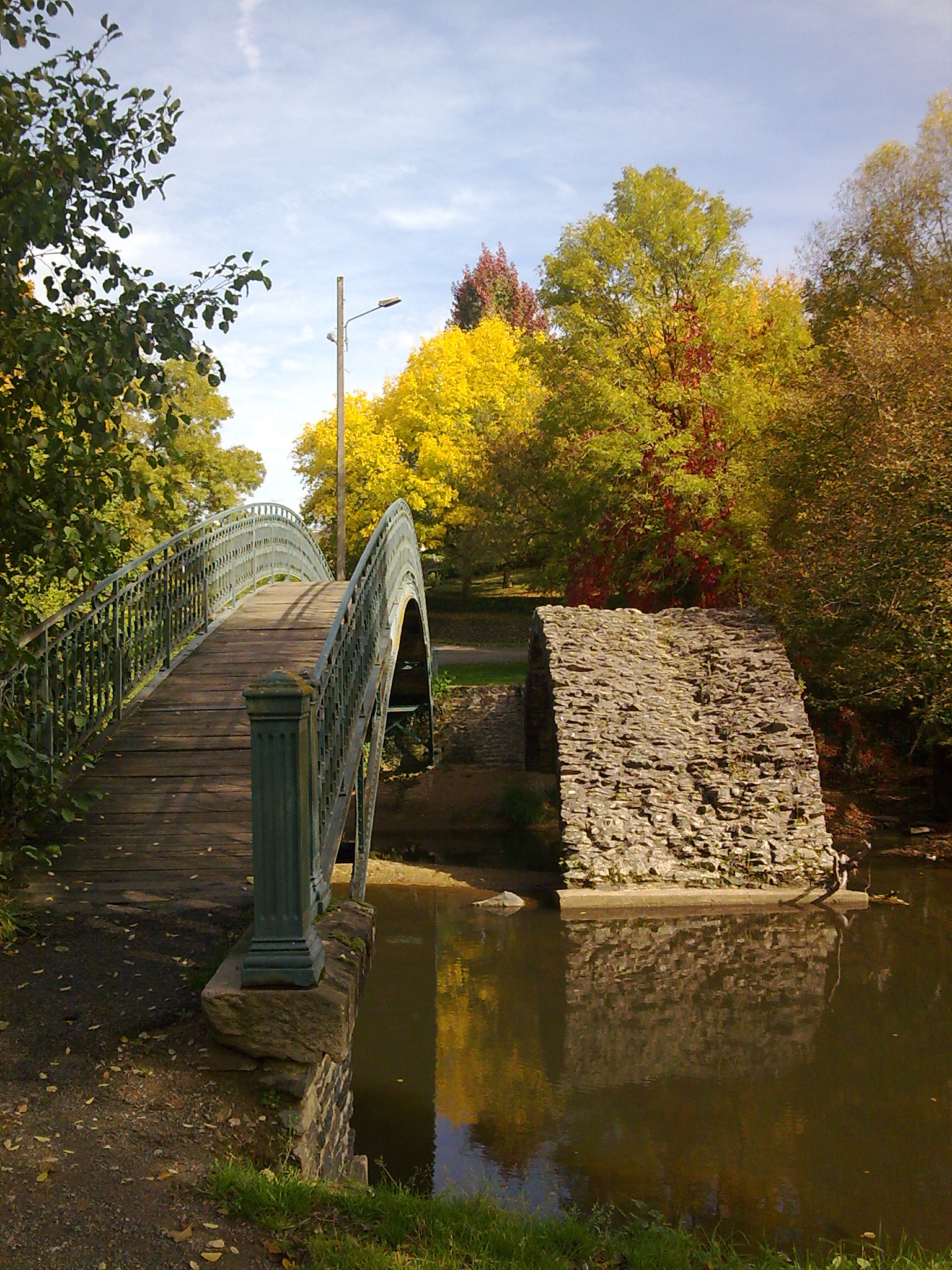
Мост Малассер
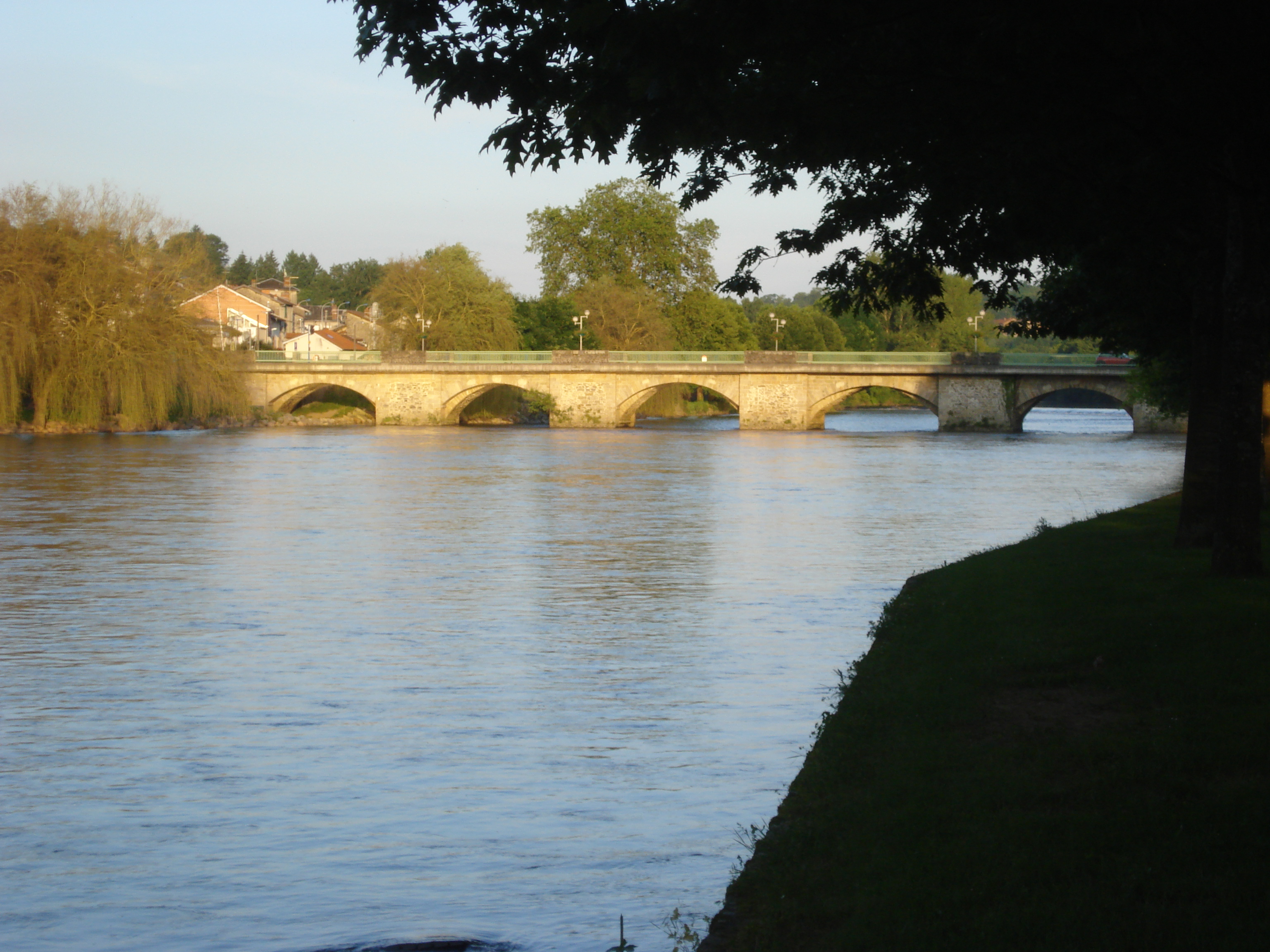
Река Вьенна
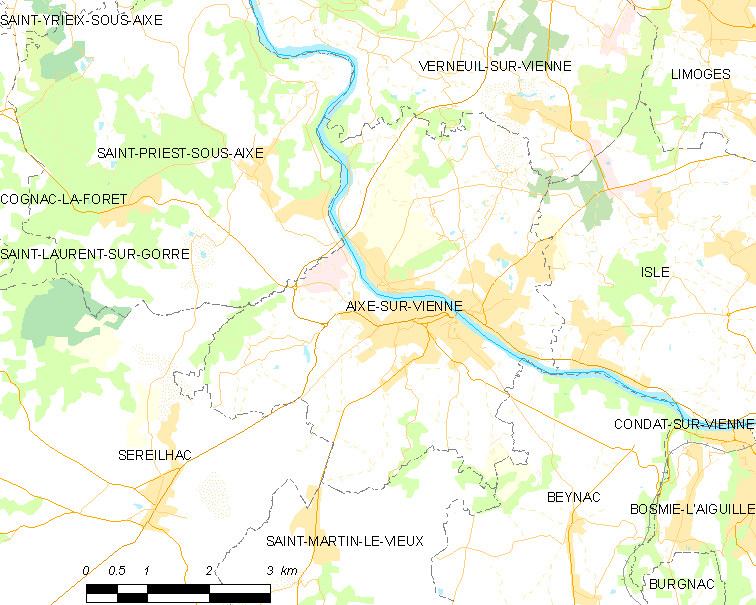
Карта коммуны